# Central de Pearl Street
La central de Pearl Street fue la primera central termoeléctrica de los Estados Unidos y la primera central comercial de la historia.
Estaba localizada en los números 255-257 de Pearl Street, en Manhattan, al sur de la calle Fulton en un emplazamiento que tenía unas dimensiones de 15x30 m.

## Historia
La central fue construida por Edison Illuminating Company, creada por Thomas Alva Edison. Inicialmente tenía un generador eléctrico de corriente continua y como combustible utilizaba carbón. 
Empezaría a funcionar el 4 de septiembre de 1881, generando electricidad para cubrir la demanda de 400 lámparas, de 82 clientes. Pero ya en 1884, la central servía a 508 clientes, lo que sumaba un total de 10.164 lámparas.
La central de Pearl Street no solo es la primera central térmica comercial de la historia, sino que también se le puede considerar la primera planta de cogeneración, ya que además de electricidad, Edison distribuía vapor a fabricantes locales y calentaba edificios cercanos.
La central se incendió hacia 1890. La dinamo se puede ver en el Museo de Greenfield Village, en Dearborn, Míchigan.